# لودر (شهر)
لودر (به عربی: لودر) یک منطقهٔ مسکونی در یمن است که در استان ابین واقع شده‌است.